# Qinzhou (Tianshui)
Qinzhou (léase Chin-Zhóu, en chino simplificado, 秦州区; pinyin, Qínzhōu qū) es un condado bajo la administración directa de la ciudad-prefectura de Tianshui. Se ubica en la provincia de Gansu, centro-norte de la República Popular China. Su área es de 2442 km² y su población total para 2010 fue +600 mil habitantes.

## Administración
El condado de Qinzhou se divide en 23 pueblos que se administran en 7 subdistritos y 16 poblados.